# Sen-nung
Sen-nung (Shennong) az egyik legfőbb kultúrhérosz az ókori kínai mitológiában, aki a legendák szerint a három fenség és öt császár korában élt, s maga is a „három fenség” (szan huang (san huang)) 三皇) egyike. Hagyományosan hozzá kapcsolják a földművelés kezdeteit, és őt tekintik az első farmakológusnak is.

## Alakja, legendái
A legendák szerint Sen-nung (Shennong) anyja akkor fogant meg, amikor megpillantott egy csodálatos, isteni sárkányt (sen-lung (shenlong) 神龍). Kezdetben Sen-nung (Shennong)ot is hasonlóan képzelték el, mint a többi mitikus őst (Fu-hszi (Fuxi)t vagy Nü-vá (Nüwá)t), vagyis egy kígyó testű, emberarcú lény, akinek bikafeje olykor a földművelést jelképezi, és tigrisorra is van. Úgy vélik, hogy Sen-nung (Shennong) zöld színű, amelynek oka minden bizonnyal a növényekkel való szoros kapcsolatában keresendő. Születésekor kilenc kút nyílt meg a földön, uralkodása idején pedig köleseső hullt az égből, amit Sen-nung (Shennong) azonnal elvetett a saját maga felszántotta földbe. Nem csak az első földművesként tisztelik, de neki tulajdonítják a földműves szerszámok felfedezését is.
A hagyomány szerint Sen-nung (Shennong) volt az első, aki felismerte egyes növények gyógyhatását is. Kezében vörös korbáccsal járta az erdőket, mezőket, és megcsapkodva a növényeket képes volt megállapítani azok gyógyhatását, vagy melyik alkalmas arra, hogy fűszerként használják. Gyógyfőzeteit egy háromlábú bronzüstben főzte.
Egy legenda szerint egy alkalommal a „Fehér emberek országának” (Paj-min-kuo (Baiminguo) 白民國) lakói egy jao-sou (yaoshou) 藥獸 („gyógyító vad”) nevű állatot ajándékoztak neki. Ezt a csodalényt, ha a beteg megsimított a hátán, és elmondta neki, hogy mi a baja, akkor az állat máris felkerekedett, majd a gyógyító fűvel a fogai között tért vissza.
Sen-nung (Shennong) halálát állítólag az okozta, hogy egy alkalommal lenyelt egy százlábút, amelynek minden lába féreggé változott a gyomrában.
Sze-ma Csien (Sima Qian) A történetíró feljegyzései című művében egyszerű uralkodóként, törzsi vezetőként utal rá, aki azt a sen-nung (shennong) törzset vezette, amellyel egy időben és közel azonos helyen élt a későbbi Sárga Császár ju-hsziung (youxiong) 有熊 és Jen (Yan) császár törzse is, akiknek a konfliktusából a Sárga Császár került ki győztesen, és vette át Sen-nung (Shennong)tól az Észak-Kínai Alföld területének uralmát.
Sen-nung (Shennong) alakját feltehetően még az ókorban összemosták Jen-ti (Yandi)vel, akit egyfajta szoláris istenségnek tekintettek.
A késő népi mitológiában Sen-nung (Shennong)nak tulajdonították a kereskedelem feltalálását is, és az orvoslás védőistenének tekintették. Olykor Jao-vang (Yaowang) 藥王 („a gyógyszerek királya”) néven hivatkoznak rá. A Keleti Han-dinasztia idején összeállított gyógynövényekről szóló könyv - amely a maga nemében a legrégebbi ilyen kínai tárgyú mű -, „Sen-nung (Shennong) gyógyszerészeti kánonja” (Sen-nung pen cao csing (Shennong ben cao jing) 《神農本草經》) címet viseli.